# تیکمه‌داش
تیکمه‌داش یکی از شهرهای استان آذربایجان شرقی و مرکز بخش تیکمه‌داش شهرستان بستان‌آباد است. این شهر در ۱۶ کیلومتری بستان‌آباد، ۶۱ کیلومتری تبریز و ۹۱ کیلومتری میانه واقع شده‌است و به این دلیل داد وستد و بازار رسمی آن شهرهای مهم تبریز و میانه می‌باشد.
تیکمه‌داش در سال ۱۳۷۶ خورشیدی تبدیل به شهر شده‌است. جمعیت شهر تیکمه‌داش برپایهٔ سرشماری عمومی نفوس و مسکن سال ۱۳۹۵ خورشیدی، بالغ بر ۲٬۹۷۴ نفر می‌باشد که از این تعداد، ۱٬۲۷۰ نفر مرد و ۱٬۱۹۸ نفر زن می‌باشد؛ هم‌چنین شمار خانوارهای ساکن این شهر، ۶۳۳ خانوار است. از لحاظ میزان سواد نیز ۱٬۷۴۱ نفر از ساکنان تیکمه‌داش را افراد باسواد و ۴۶۳ نفر را افراد بی‌سواد تشکیل می‌دهند.

## جغرافیا
شهر تیکمه‌داش در دامنهٔ کوه‌های قارقالان و قلیچ‌قیه قرار گرفته و ۱۹۰۰ متر از سطح دریا ارتفاع دارد. رود بنوچای از درون و رود بوستکان‌چای از پیرامون آن می‌گذرد. در اطراف تیکمه‌داش چشمه‌های آب‌معدنی بسیاری وجود دارد و نیز غار یاغیشلو در این منطقه واقع شده‌است. حداکثر دمای شهر در تابستان‌ها ۳۰ درجهٔ سانتی‌گراد بالای صفر و حداقل آن در زمستان‌ها ۳۵ درجهٔ سانتی‌گراد زیر صفر است؛ همچنین میانگین بارش سالانه در تیکمه‌داش ۳۸۰ میلی‌متر می‌باشد.

## پیشینه
موریتس فون‌کوتسبو در سفرنامهٔ خود در سال ۱۸۱۷، روستای تیکمه‌داش را باعنوان توده‌سنگ خوانده‌است. فریزردر سفرنامه‌اش از روستای تیکمه داش و اوژن فلاندن در سفرنامهٔ خویش به روستای تخمه‌داغ در میان روستاهای حاج‌آقا و قره‌چمن اشاره کرده‌است. در اواخر دورهٔ قاجار، این روستا یکی از منزلگاه‌های پادشاهان در سفر به خارج از کشور بوده‌است؛ به‌گونه‌ای که مظفرالدین شاه در جریان یکی از این سفرها به روستای تیکمه‌داش در ۱۸ کیلومتری حاج‌آقا و ۳۰ کیلومتری قره‌چمن اشاره داشته‌است.

## چهره‌های شاخص
خسته قاسم شاعر، عارف و فیلسوف قرن دوره افشاریه، (۱۷۶۰–۱۶۸۴ میلادی) متولد و در گذشته تیکمه‌داش می‌باشد. او خود در اینباره می‌گوید؛
خسته‌قاسم تیکمه‌داش‌لی، گونی غم‌لی گوزی یاش‌لی
خسته قاسم یکی از ستون‌های استواری موسیقی عاشیقی است. وی، علاوه بر استادی در سرودن انواع قالب‌های شعری کلاسیک همانند قصیده و غزل، قالب‌های جدیدی را در ادبیات عاشیقی وارد کرد.

## ناحیهٔ صنعتی
کارخانجات صنعتی تیکمه داش یکی از بزرگترین منابع فولاد هستند. این کارخانه‌ها توسط سرمایه داران بزرگ ساخته شدند. زمین‌های این کارخانجات را در زمان ساخت کشاورزان و در راس آنها حیدر علی دربان و دیگر کشاورزان در جهت رونق و ترقی منطقه به صورت رایگان یا اغلب با بهای اندک در اختیار سرمایه داران جهت ساخت کارخانجات فولاد قرار دادند.
ناحیه صنعتی تیکمه داش در سال ۱۳۷۴ در زمین حدوداً ۱۷ هکتار که از طرف کشاورزان به‌طور رایگان در اختیار وزارت جهاد کشاورزی قرار گرفته‌است و پیشرفت فیزیکی فاز اول آن ۷۱ درصد بوده‌است که عبارتند از:
۱ ـ نقشه‌برداری – خیابان کشی – جدول گذاری – خاک برداری
۲ ـ تیر گذاری – سیم کشی محوطه ناحیه – نصب ترانس برق در روشنائی معابر
۳ ـ حفر چاه نیمه عمیق – احداث موتور خانه – احداث منبع ۲۰۰ متر مکعبی
۴ ـ احداث مرغداری‌های تیکمه داش: سلیمان نجاری 
۵ ـ اخذ سند مادر ناحیه صنعتی
برای این ناحیه صنعتی ۳۶ واحد تولیدی پیش‌بینی گردیده‌است که ۳ واحد تولید تخته سه لایه با ظرفیت ۳۰۰ متر مکعب در سال و با اشتغال ۱۱ نفر و واحد تولیدی ظرف یکبار مصرف با ظرفیت ۱۳۰ تن در سال و اشتغال ۶ نفر و واحد تولید مربای هویج با ظرفیت ۳۰۰ تن در سال و اشتغال ۱۰ الی ۱۵ نفر به بهره‌برداری رسیده‌است.
همچنین ۷ واحد پلاستیک تزریقی، ظروف یکبار مصرف، انواع پلاستیک تزریقی و بادی، ریخته‌گری، گیاهان داروئی و کنسرو مرغ در حال ساخت و ساز می‌باشند. تعداد کارخانجات حوزه استحفاظی بیش از ۷۰ واحد می‌باشد.